# メニル・コレクション

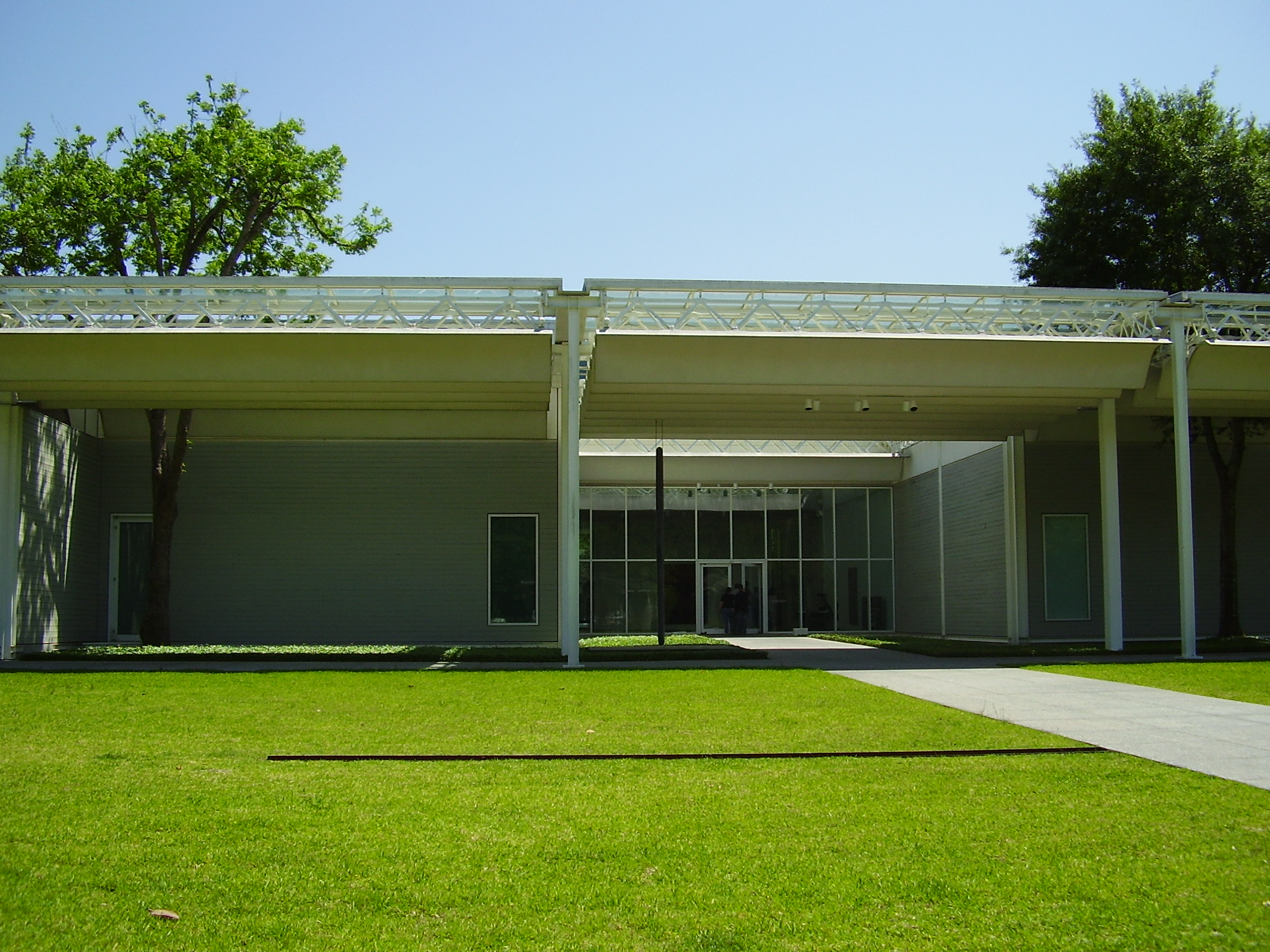
メニル・コレクション

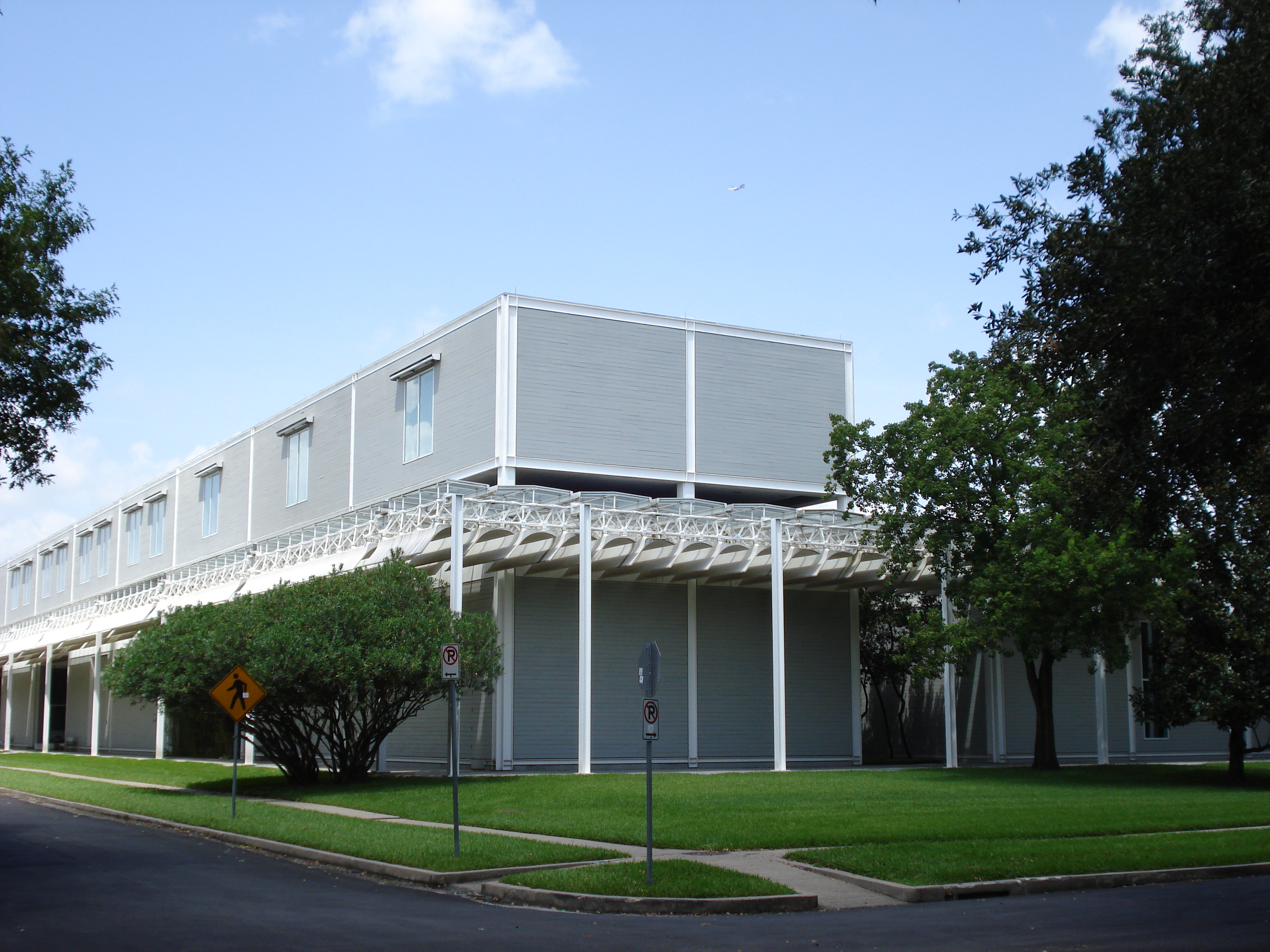
メニル・コレクション本館建物

メニル・コレクション（英語: Menil Collection）は、アメリカ合衆国テキサス州ヒューストンにある美術館で、ドミニク・デ・メニル（ドミニク・ド・メニル、Dominique de Ménil, 1908年 – 1997年）とジョン・デ・メニル（ジャン・ド・メニル、Jean de Ménil）夫妻の現代美術を中心としたコレクションを収蔵・展示している。

## デ・メニル夫妻の美術蒐集
創設者のドミニク・デ・メニルの父は、油田探査の世界的企業シュルンベルジェを創設したアルザス生まれの地球物理学者シュルンベルジェ兄弟の一人、コンラッド・シュルンベルジェ（Conrad Schlumberger）である。ドミニクは銀行家のジャン・ド・メニルと結婚したが、ナチス・ドイツに占領されたフランスからニューヨークへ夫婦で逃れ、同じくフランスから脱出していたシュルンベルジェ社の本社があるヒューストンに定住した。
夫ジョンはシュルンベルジェの重役となった。父の遺産を継いだドミニクは数十年にわたり夫妻で美術品を集め、夫が1973年に没した後も20世紀美術の作品蒐集を続けた。油彩画、彫刻、版画、ドローイング、写真、貴重書など、そのコレクションは15,000点に達する。コレクションの中心は20世紀初頭から半ばにかけてのシュルレアリスム美術や前衛美術の作品群であり、イヴ・タンギー、ルネ・マグリット、マックス・エルンスト、マン・レイ、マルセル・デュシャン、アンリ・マティス、パブロ・ピカソらの作品を含んでいる。またジャクソン・ポロック、アンディ・ウォーホル、マーク・ロスコ、ロバート・ラウシェンバーグ、サイ・トゥオンブリーなど、戦後アメリカの抽象表現主義やポップアート作品も幅広く集めている。現代美術以外には、骨董品、ビザンティン美術、中世美術、民族美術などについてもまとまったコレクションを有している。

## 美術館
メニル・コレクションの敷地は、ヒューストン南西の郊外のセント・トーマス大学付近にある。周囲は同じような色調の邸宅が並ぶ整った町並みになっているが、これらはデ・メニル夫妻が少しずつ買い上げて落ち着いた灰色に塗り替え、芸術家らに賃貸した家々である。
レンゾ・ピアノの設計による美術館本館は、1987年6月に開館した。建物外部に突き出したひさしから建物の上部までを一体となった平屋根が覆い、展示室の天井にはレンゾ・ピアノとピーター・ライスが工夫した、自然採光のための天窓と光を散乱させるためのルーバーが設けられており、やわらかい自然光が展示室を包んでいる。1995年には同じくピアノの設計でサイ・トゥオンブリー・ギャラリー（Cy Twombly Gallery）が開館したほか、ドミニク・デ・メニルの生涯最後の発注作品となったダン・フレヴィンのインスタレーションを展示したリッチモンド・ホール（Richmond Hall）、北キプロスのリシ（Lysi）の聖堂にあったフレスコ画を収めたビザンティン・フレスコ・チャペル美術館（Byzantine Fresco Chapel Museum）といった付属の美術館が周囲にある。また水曜から金曜までの午後に公開されている図書館もある。
マーク・ロスコの大作を収めた超教派の教会ロスコ・チャペル（Rothko Chapel）もメニル夫妻により設立されたもので、メニル・コレクションの近隣に位置している。

### ビザンティン・フレスコ・チャペル美術館

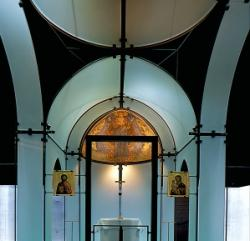
ビザンティン・フレスコ・チャペル美術館の内部。ガラスの聖堂が中にある

本館から歩いて数分のところにある別館のビザンティン・フレスコ・チャペル美術館には、13世紀のキプロス島の聖堂に描かれた二つのフレスコ画が収蔵されている。東翼の半ドームには「至聖女」（パナギア, Panagia）のフレスコが、ドーム内には「全能者ハリストス」（Christ Pantocrator）のフレスコが飾られており、美術館の説明によれば西半球でビザンティン時代の無傷のフレスコ画が見られる場所はここしかない。
これらのフレスコはキプロス島のリシの聖堂にあったが、北キプロスの統治下となった1980年代に美術品泥棒により切り取られ、西ドイツへ運ばれた。ブラックマーケットで売られようとしていたフレスコをデ・メニル夫人が買い取り、その後本来の持ち主であるキプロス正教会の認可を得て、2年間にわたる修復を受け、1997年から聖堂をモデルにして完成した建物内で公開されている。このフレスコの所有者はメニル・コレクションではなくキプロス正教会になっている。

### ロスコ・チャペル

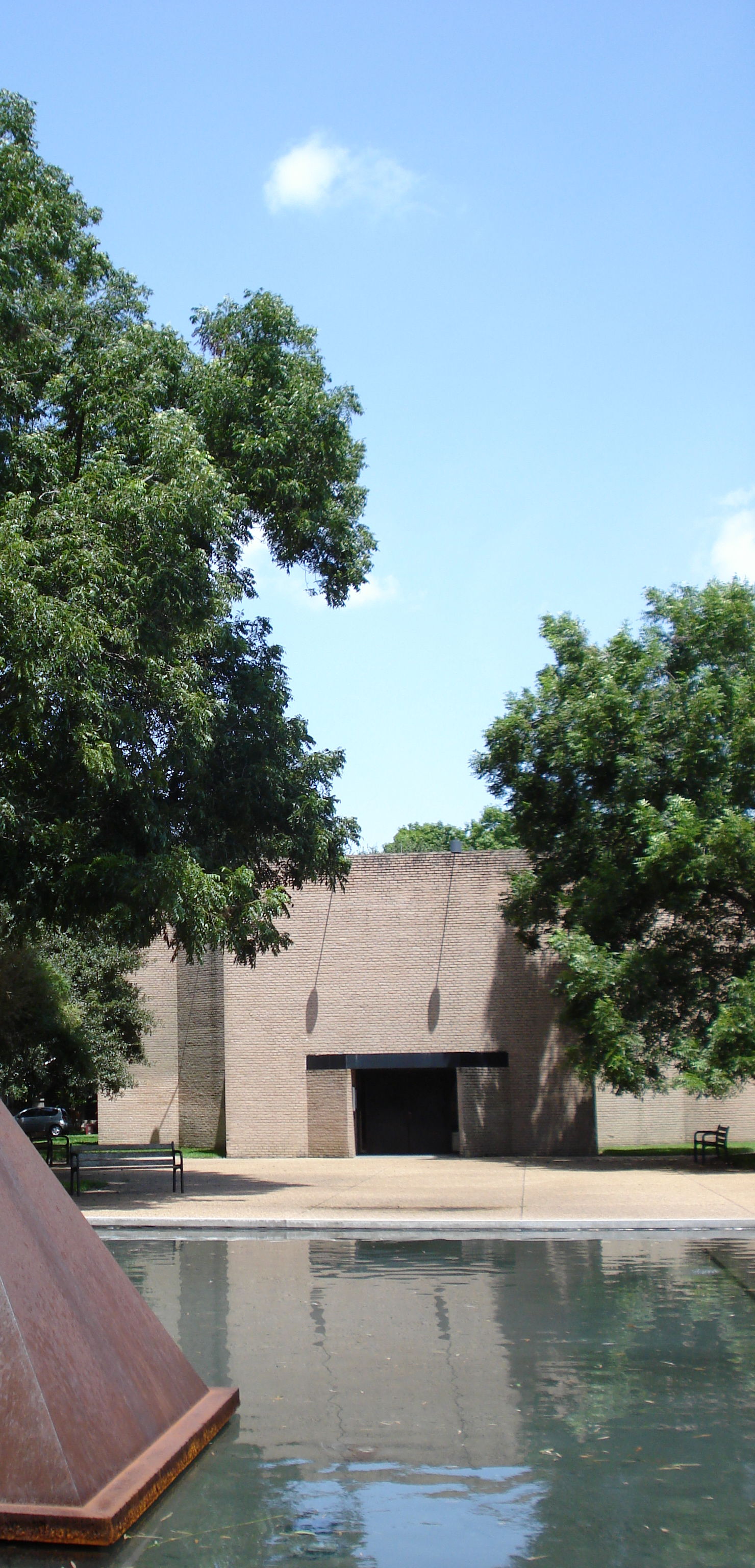
奥がロスコ・チャペル、手前の反射池の上に立つのはバーネット・ニューマンの『折れたオベリスク』（Broken Obelisk）

メニル・コレクションの近くにあるロスコ・チャペルは、メニル・コレクションとは独立したNPOにより運営される超教派の礼拝堂であり、デ・メニル夫妻の発注により建設され1971年に完成した。玄関からの通路には、さまざまな宗教から貸与された聖書などの書籍が飾られている。高い天井には天窓があり光が差し込み、その下には礼拝用の敷物、礼拝者のためのベンチ、瞑想用のクッションなどがあり、あらゆる宗教の人々のための礼拝と瞑想の場として開かれている。
壁面にはマーク・ロスコの巨大な抽象画（カラーフィールド・ペインティング）が飾られ静かで厳かな雰囲気をかもし出している。1964年にデ・メニル夫妻から、抽象画に囲まれた無宗派の礼拝堂を作るという相談を受けたロスコは建築にも意を注いだが、当初の設計者のフィリップ・ジョンソンと決裂し、何人もの後継の建築家らとともに設計と絵画制作を続けたが、チャペルの完成を見ることなく1970年に自殺した。
入口の南にある反射池の中には、バーネット・ニューマンによる折れたオベリスクの彫刻作品がある。これもデ・メニル夫妻が購入し設置されたもので、マーティン・ルーサー・キング・ジュニアに捧げられている。